# Петрухин, Артём Александрович
Артём Александрович Петрухин (19 июля 1996 года, Рязань, Россия) — российский спортсмен, 2-кратный чемпион мира по джиу-джитсу, 5-кратный чемпион России, многократный победитель и призёр международных соревнований. Заслуженный мастер спорта России.

## Биография
Артём родился в городе Рязань, спортивный путь начал с занятий баскетболом и дзюдо, позже перешел в джиу-джитсу.
В 2020 году окончил МГПУ бакалавриат, 2022 году магистратуру с отличием.
С 2015 года входит в состав сборной России по джиу-джитсу.
С 2017 года осуществляет тренерскую деятельность.
В 2019 году выполнил норматив мастер спорта России международного класса.
В 2022 году получил почетное звание Заслуженный мастер спорта России — 

## Спортивные достижения по джиу-джитсу
- Чемпионат России 2017 — ;
- Чемпионат России 2020[4] — ;
- Чемпионат России 2021[5] — ;
- Чемпионат России 2022[6] — ;
- Чемпионат России 2023[7] — ;
- Кубок России 2020[8] — ;
- Чемпионат Мира 2018[9] — ;
- Чемпионат Мира 2019[10] — ;
- Чемпионат Мира 2021[11] — ;
- Чемпионат Мира 2023[12] — ;
- Чемпионат Европы 2019[13] — ;
- Чемпионат Европы 2021[14] — ;
- Grand Slam Paris Open 2018[15] — ;
- Grand Slam Paris Open 2019 — ;
- Международный турнир по джиу-джитсу «Thailand Open Grand Prix 2023»[16] — ;
- Junior World Championships 2016[17] — ;